# Heikki Lehmusto
Heikki Heikinpoika Lehmusto (Finnország, Porvoo, 1884. augusztus 30. – Finnország, Turku, 1958. szeptember 22.) olimpiai bronzérmes finn tornász.
Az 1908. évi nyári olimpiai játékokon indult, és mint tornász versenyzett. Csapat összetettben bronzérmes lett.